# Kyeon Mi-ri
Kyeon Mi-ri (19 de septiembre de 1964) es una actriz y cantante surcoreana, conocida por su papel como la antagonista Señora Choi en el drama histórico Dae Jang Geum (2003).

## Carrera
Se graduó de la Escuela Superior de Artes Tradicional de Seúl en 1983, luego estudió Danza en la Universidad Sejong. Debutó como actriz en 1984, y desde entonces ha permanecido activa en dramas, como la arrogante y ambiciosa Señora Choi  en Una joya en el palacio (2003), que fue un éxito no sólo en Corea sino en toda Asia.
En 2009 se aventuró en la industria de la música y lanzó su primer álbum titulado Happy Women, que consiste principalmente en canciones trot.

## Vida personal
Se casó con el actor Im Young-gyu en 1987, y se divorció en 1993.
Se volvió a casar en 1998, con el empresario Lee Hong-heon. tienen un hijo, Lee Ki-baek. Lee Hong-heon adoptó legalmente a las dos hijas de su primer matrimonio que tomaron su apellido; Lee Yu bi y Lee Da-in, ambas actrices. Es también parte del clan Hwanggan Kyeon, lo que la hace descendiente de Gyeon Hwon, que fue el primer Rey del reino Hubaekje durante los Tres Reinos de Corea.
En 2009 fue investigada por manipulación de acciones, con su marido Lee siendo sospechoso de abuso de información privilegiada. Había comprado 55.000 acciones por valor de ₩900 millones de la bioingeniería de inicio FCBTwelve, luego de rake en ₩4.59 millones de dólares, convirtiéndola en la cuarta mayor accionista entre las celebridades. Negó cualquier irregularidad, diciendo ser simplemente una inversionista.

## Filmografía

### Series
| Año  | Título                                      | Rol                         | Red      |
| ---- | ------------------------------------------- | --------------------------- | -------- |
| 1985 | 500 Years of Joseon - Pungran               | doncella de Jeong Nan-jeong | MBC      |
| 1986 | 꾸러기                                      | estudiante                  | MBC      |
| 1988 | 500 Years of Joseon - Queen Inhyeon         | Choi Suk-bin                | MBC      |
| 1988 | Famine in the City                          | Soon-jung                   | MBC      |
| 1989 | 천명                                        |                             |          |
| 1989 | 거인                                        | Seo Geum-ji                 | MBC      |
| 1991 | 무동이네 집                                 | Kang Ha-na                  | MBC      |
| 1993 | 한강 뻐꾸기                                 |                             |          |
| 1993 | MBC Best Theater "순달씨와 병구씨와 옥주양" | Ok-joo                      | MBC      |
| 1994 | Han Myung-hoe                               | concubina                   | KBS2     |
| 1995 | 땅울림                                      |                             | KBS2     |
| 1995 | Korea Gate                                  | Lee Soon-ja                 | SBS      |
| 1995 | Jang Hee-bin                                | reina Myeongseong           | SBS      |
| 1995 | West Palace                                 |                             |          |
| 1995 | LA Arirang                                  | Kyeon Mi-ri                 | SBS      |
| 1996 | 귀여운 여자                                 | Han Jung-ja                 | KBS2     |
| 1996 | 원지동 블루스                               |                             | KBS2     |
| 1997 | Mr. Right                                   |                             | KBS2     |
| 1998 | Six Children                                | Madre de mimi               | MBC      |
| 2000 | Legends of Love                             |                             |          |
| 2000 | All About Eve                               | madrastra                   | MBC      |
| 2000 | Aspen Tree                                  | nuera más joven             | SBS      |
| 2000 | Ajumma (Housewife's Rebellion)              | Choi Yoo-mi                 | MBC      |
| 2001 | Tender Hearts                               | Choi Young-joo              | KBS1     |
| 2001 | Well Known Woman                            | Han Young-sun               | SBS      |
| 2002 | Who's My Love                               | Park Kyung-joo              | KBS2     |
| 2002 | To Be With You                              | Soon-shim                   | KBS2     |
| 2002 | Daemang (The Great Ambition)                | Lady Yoo                    | SBS      |
| 2003 | Dae Jang Geum                               | Lady Choi                   | MBC      |
| 2003 | A Million Roses                             | tía materna de Hyun-kyu     | KBS1     |
| 2004 | Dal-rae's House                             | Kyeon Mi-ri                 | KBS2     |
| 2005 | Love and Sympathy                           | Yoon Ji-sook                | SBS      |
| 2005 | Goodbye to Sadness                          | Han Sung-mi                 | KBS2     |
| 2005 | Sisters of the Sea                          | Lee Geum-bok                | MBC      |
| 2006 | As the River Flows                          | Seo Ok-ran                  | KBS1     |
| 2006 | Jumong                                      | Reina Wonhu                 | MBC      |
| 2006 | Kkam-geon's Mom                             | Lee Do-soon                 | SBS      |
| 2007 | Golden Bride                                | Yang Ok-kyung               | SBS      |
| 2007 | Yi San                                      | Lady Hyegyeong              | MBC      |
| 2010 | Three Sisters                               | Jang Ji-ae                  | SBS      |
| 2011 | Dear My Sister                              | Yoon Jung-ae                | KBS2     |
| 2011 | Just Like Today                             | Lee Jae-kyung               | MBC      |
| 2012 | Rooftop Prince                              | Lady Jung                   | SBS      |
| 2012 | Childless Comfort                           | Shin Sae-rom                | jTBC     |
| 2013 | Hur Jun, the Original Story                 | Ham Ahn-daek                | MBC      |
| 2013 | Wonderful Mama                              | Kim Young-yi                | SBS      |
| 2013 | Shining Romance                             | Lee Tae-ri                  | MBC      |
| 2014 | What's With This Family                     | Heo Yang-geum               | KBS2     |
| 2014 | Dodohara                                    | (cameo)                     | SBS Plus |
| 2016 | Beautiful Gong Shim                         | Yeom Tae-hee                | SBS      |
| 2017 | Amor revolucionario                         | Jung Yeo-jin                | tvN      |
| 2017 | Reunited Worlds                             | Soon Myung-ok               | SBS      |
| 2020 | La novata de la calle                       | madre de Yeon-joo           | SBS      |
| 2023 | Pandora: Beneath the Paradise               | Min Young-hwi               | tvN      |

### Cine
| Año  | Título                           | Rol                     |
| ---- | -------------------------------- | ----------------------- |
| 1988 | Dangerous Scent (Married Couple) | Ji-sook                 |
| 1989 | I Want to Cry                    |                         |
| 2009 | Running Turtle                   | esposa del detective Jo |